# Bramois
Bramois (toponimo francese; in tedesco Brämis, desueto) è una frazione del comune svizzero di Sion, nel Canton Vallese (distretto di Sion).

## Storia

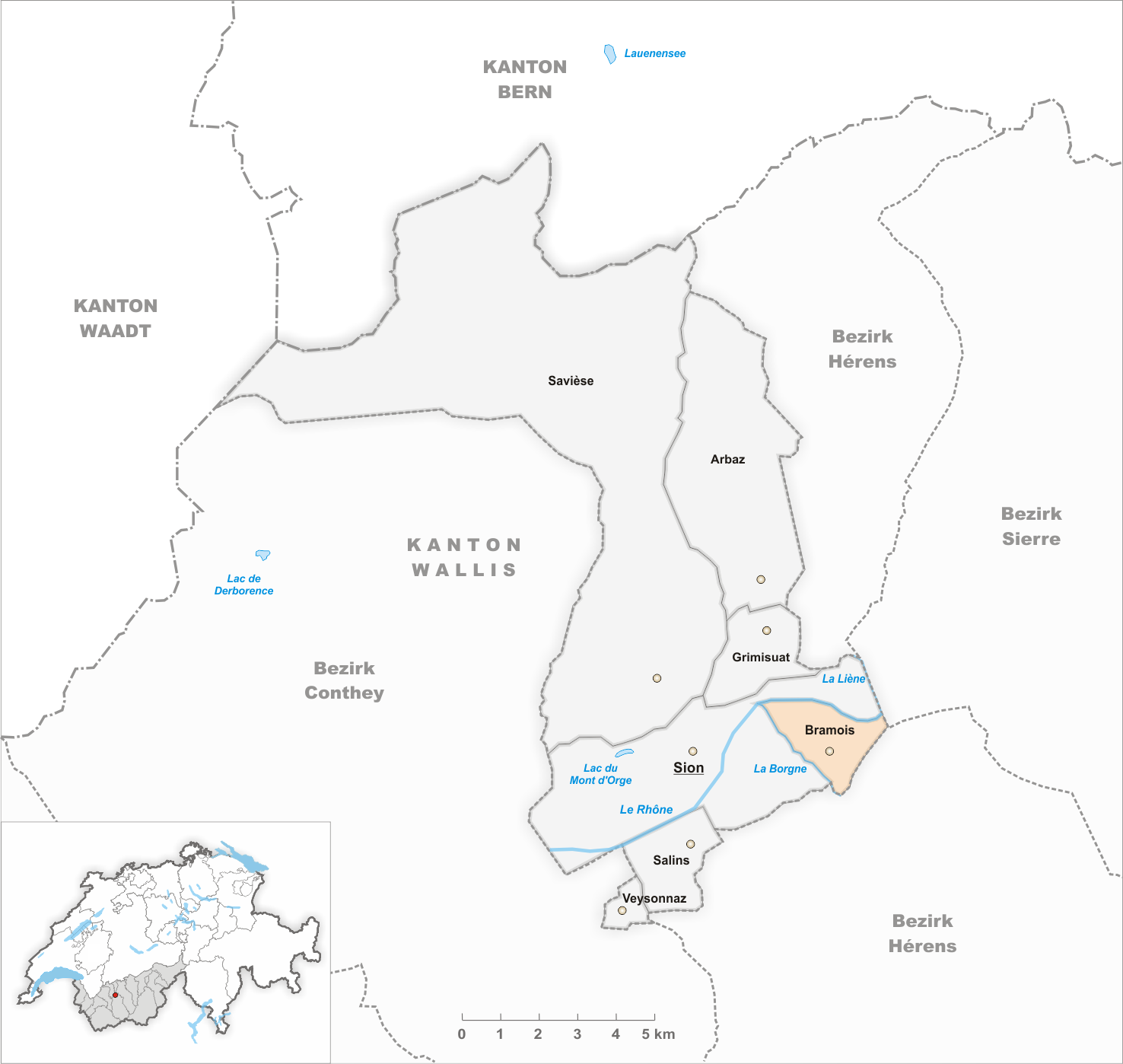
Il territorio del comune di Bramois prima degli accorpamenti comunali del 1968

Già comune autonomo, nel 1968 è stato accorpato al comune di Sion.

## Monumenti e luoghi d'interesse
- Chiesa parrocchiale cattolica di San Lorenzo, attestata dal 1278[1].

## Società

### Evoluzione demografica
L'evoluzione demografica è riportata nella seguente tabella:
Abitanti censiti

## Amministrazione
Ogni famiglia originaria del luogo fa parte del cosiddetto comune patriziale e ha la responsabilità della manutenzione di ogni bene ricadente all'interno dei confini della frazione.